# Mariano Puyol
Pablo Mariano Puyol (Santiago de Chile, 3 augustus 1959) is een voormalig profvoetballer uit Chili, die speelde als aanvaller.

## Clubcarrière
Puyol speelde voor verschillende clubs in zijn vaderland Chili. Ook was hij actief in Mexico.

## Interlandcarrière
Puyol speelde één officiële interland voor Chili, en scoorde één keer voor de nationale ploeg. Zijn eerste en enige interland betrof de vriendschappelijke uitwedstrijd tegen Brazilië (1-1) op 7 mei 1986 in Curitiba. Ook Manuel Pellegrini, Jaime Vera, Fernando Astengo, Jaime Pizarro en Ivo Basay maakten in die wedstrijd hun debuut. Puyol maakte in dat duel de enige treffer voor de Chilenen.

## Erelijst
Universidad de Chile
- Copa Chile

1979